# 浄法寺 (野田市)
浄法寺（じょうほうじ）は、千葉県野田市にある浄土宗の寺院。

## 概略と沿革
1645年（正保2年）、法誉によって開山された。
14代目の空誉観中上人は痔に苦しんでおり、痔に悩むすべての衆生の平癒を祈願して即身成仏したことから、「痔仏様」として信仰されるようになった。痔の人は最初に寺から座布団をもらい、痔が治ったら、もらった座布団を川に捨て、新たに座布団2枚を奉納することになっていた。
また子孫繁栄を祈願して男根像が奉納されている。

## 交通アクセス
- まめバス福田中前バス停留所で下車、徒歩4分。